# Dífil (actor)
Dífil (en llatí Diphilus, en grec Δίφιλος) va ser un dramaturg grec que va representar una obra a Roma als Jocs Apol·linars de l'any 59 aC, en temps de Ciceró, en la que va ofendre greument a Pompeu quan van aparèixer les paraules "Nostra miseria tu es Magnus" i altres al·lusions, que l'audiència li va fer repetir.